# 케주마로크구

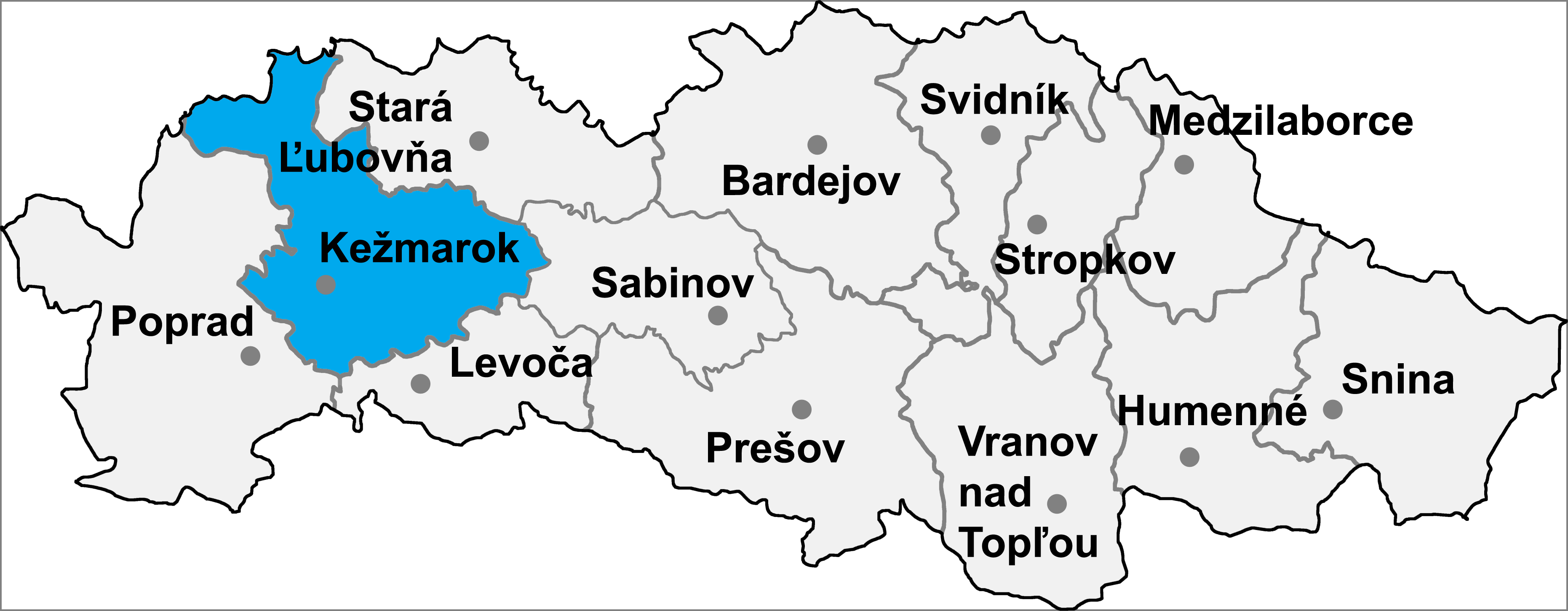
케주마로크구의 위치

케주마로크구(슬로바키아어: Okres Kežmarok)는 슬로바키아 프레쇼우주를 구성하는 13개 구 가운데 하나로 행정 중심지는 케주마로크이며 면적은 630km2, 인구는 72,570명(2014년 기준), 인구 밀도는 115.19명/km2이다.
프레쇼우주 서부에 위치하며 41개 지방 자치체(3개 시, 38개 마을)를 관할한다. 북쪽으로는 폴란드와 국경을 접하며 북동쪽으로는 스타라류보브냐구, 동쪽으로는 사비노우구, 남쪽으로는 레보차구, 서쪽으로는 포프라트구와 접한다.